# Robert Loyd-Lindsay
Pour les articles homonymes, voir Loyd et Lindsay.
Robert James Loyd-Lindsay, 1er baron Wantage, (17 avril 1832 - 10 juin 1901) est un général britannique, homme politique, philanthrope, bienfaiteur de Wantage et premier président et cofondateur de la société nationale d'aide aux blessés de guerre (plus tard la Croix-Rouge britannique), pour laquelle il a obtenu le patronage de la reine Victoria.

## Jeunesse
Il est né en 1832, deuxième fils du lieutenant-général James Lindsay, 1er baronnet et Anne, fille de Coutts Trotter, 1er baronnet. Son frère aîné Coutts Lindsay succède à son grand-père maternel comme deuxième baronnet en 1837. En 1858, il épouse Harriet Jones-Loyd (en), le seul enfant survivant et héritière de Samuel Jones-Loyd (1er baron Overstone), un des hommes les plus riches du pays, qui a doté le couple d'une considérable fortune et le Lockinge Estate près de Wantage comme cadeau de mariage.

## Service militaire

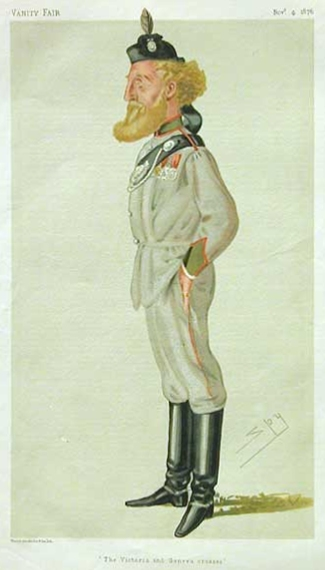
Tel que décrit dans Vanity Fair (1876)

Lindsay combat en tant que capitaine dans les gardes écossais (Fusilier) pendant la guerre de Crimée. Il reçoit la Croix de Victoria pour ses actions le 20 septembre 1854 à la Bataille de l'Alma et le 5 novembre à la bataille d'Inkerman.
Le 9 novembre 1858 Lindsay est nommé Equerry auprès du Prince de Galles et sert comme tel avant de démissionner le 7 février 1859. La brève période en tant qu'Equerry est due à ses fiançailles et à son mariage imminent avec Harriet Sarah Jones Loyd. Le couple est alors connu sous le nom de Loyd-Lindsay.
Il est ensuite impliqué dans le mouvement des volontaires, en tant que colonel des Royal Berkshire Volunteers, puis brigadier-général de la Home Counties Brigade. Il est l'un des premiers récipiendaires de la décoration des officiers bénévoles. Il est également lieutenant-colonel de la Honourable Artillery Company du 13 novembre 1866  au 17 août 1881 .

## Carrière politique

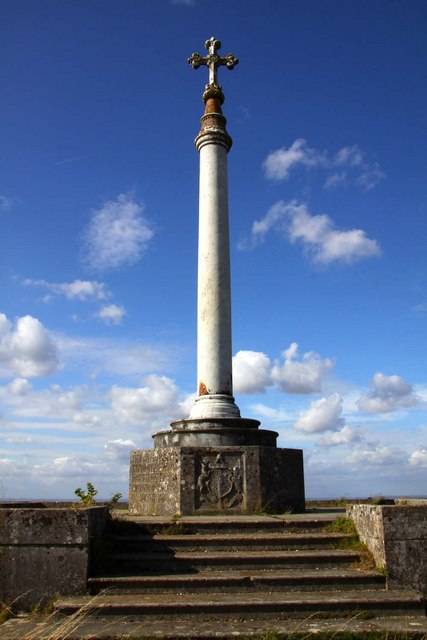
Mémorial de Lord Wantage sur le Ridgeway, Oxfordshire (vers le nord)

Il siège comme député Parti conservateur de Berkshire de 1865,, jusqu'à 1885  et sert sous Benjamin Disraeli comme Secrétaire financier au ministère de la Guerre entre 1877 et 1880 . Il est nommé Chevalier Commandeur de l'Ordre du Bain (KCB) en 1881. En 1885, il est élevé à la pairie en tant que baron Wantage, de Lockinge dans le comté de Berkshire. Il est ensuite Lord Lieutenant du Berkshire de 1886 jusqu'à sa mort. Après avoir été initié en tant que franc-maçon, en 1854, il est devenu grand maître provincial du Berkshire de 1898 jusqu'à sa mort en 1901.
Il est nommé premier président du conseil de la National Rifle Association du Royaume-Uni le 25 novembre 1890.

## Croix-Rouge britannique
Le 15 juillet 1870, la guerre franco-prussienne commence. Le déclenchement de la guerre ayant servi de catalyseur immédiat, John Furley rencontre Loyd-Lindsay pour lui demander s'il aiderait à créer une société de la Croix-Rouge britannique au Royaume-Uni. Furley avait déjà été en contact avec le Comité international de la Croix-Rouge à Genève sur l'opportunité de fonder une société nationale britannique de la Croix-Rouge, et il savait que Lindsay soutenait également les objectifs du nouveau mouvement de la Croix-Rouge. Une lettre de Loyd-Lindsay est publiée dans The Times le 22 juillet appelant à une société nationale au Royaume-Uni et promettant 1000 £ de son propre argent à la nouvelle initiative. Le 4 août, il préside une réunion publique à Willis's Rooms à Londres qui arrête "qu'une société nationale soit formée dans ce pays pour aider les soldats malades et blessés en temps de guerre, et que ladite société soit formée selon les règles établies par les Conventions de Genève ". Loyd-Lindsay continue à présider la Société nationale pour l'aide aux malades et aux blessés de guerre (renommée Croix-Rouge britannique en 1905) jusqu'à sa mort.

## Bienfaiteur de Wantage
Loyd-Lindsay est un bienfaiteur local et national notable, avec un certain nombre de dons faits à la ville de Wantage (la ville la plus proche du domicile de Loyd-Lindsay). En 1877, il paie pour qu'une statue en marbre du roi Alfred par le comte Gleichen soit érigée sur la place du marché de Wantage, où elle se trouve encore aujourd'hui. Il fait également don de la Victoria Cross Gallery à la ville. Il contenait des peintures de Louis William Desanges représentant des actes qui ont conduit à l'attribution d'un certain nombre de Croix de Victoria, y compris le sien acquis pendant la guerre de Crimée.

## École Abingdon
Il a une relation étroite avec l'école Abingdon où il est membre du conseil d'administration jusqu'à sa mort en 1901. Il donne de l'argent à l'école en plus de présenter régulièrement des prix lors d'événements. Après sa mort, Lady Wantage poursuit son action et Lord Wantage a toujours une salle portant son nom à l'école aujourd'hui.

## Vie privée
Lord et Lady Wantage vivaient à Lockinge House à East Lockinge dans le Berkshire (maintenant Oxfordshire). Il meurt le 10 juin 1901, à l'âge de 69 ans.
Lady Wantage érige un monument à Lord Wantage sur le Ridgeway. Il y a diverses inscriptions sur les faces du monument, celle du côté nord-est, étant en latin et similaire à celle inscrite sur la croix d'Iona sur Gibbet Hill, Hindhead, Surrey.
Comme il n'a pas d'enfants, le titre s'éteint avec lui. En 1908, Lady Wantage inaugure officiellement Wantage Hall, la première résidence universitaire de l'Université de Reading, en l'honneur de Lord Wantage. Elle est morte en août 1920.